# Elliot Fletcher
Elliot Fletcher (Los Angeles, 30 de junho de 1996) é um ator e dublador norte-americano. Ele é mais conhecido pelos seus papéis como Noah em Faking It, Aaron em Os Fosters: Família Adotiva, Trevor em Shameless e Jake Barlow em Tell Me Your Secrets.

## Biografia
Fletcher nasceu e foi criado em Los Angeles, Califórnia. Ele é um dos dois filhos de Julia Fletcher DeMita e John DeMita, ambos dubladores. Ele tem um irmão mais velho, Conner DeMita. Fletcher é um homem trans que se assumiu logo após completar 17 anos. Posteriormente, ele começou a usar o nome Elliot e os pronomes ele/dele.

## Carreira
Pré-transição, Fletcher dublou Shiro na dublagem inglesa de Tekkonkinkreet.
Fletcher se juntou ao elenco de Faking It como Noah no início de 2016. Em abril de 2016, a mídia anunciou que Fletcher se juntaria ao elenco de The Fosters em um papel recorrente como ator convidado como Aaron, um "atraente e estudante de direito intrigante" e potencial interesse romântico de Callie (Maia Mitchell). Fletcher originalmente considerou fazer um teste para o papel de Cole em The Fosters, mas decidiu não fazê-lo. O papel foi posteriormente preenchido pelo amigo próximo de Fletcher, Tom Phelan.
Fletcher também apareceu na 7ª temporada e depois se tornou um membro recorrente do elenco na 8ª temporada do programa de TV Shameless da Showtime. Ele interpreta Trevor, um homem trans que trabalha para uma organização que ajuda a encontrar lares para adolescentes LGBT+ fugitivos e sem-teto. Ele então faz amizade e começa um relacionamento com Ian Gallagher.
Em 2017, atores e atrizes transgêneros, incluindo Fletcher (com a ajuda de GLAAD e ScreenCrush) fizeram parte de uma carta filmada para Hollywood escrita por Jen Richards, pedindo mais e melhores papéis para pessoas trans. Em 2019, Fletcher interpretou o personagem Max em vários episódios da terceira e última temporada da série original do Hulu, Marvel's Runaways.
Em 2020, Fletcher foi adicionado ao elenco principal do programa pós-apocalíptico Y: The Last Man da FX on Hulu. O personagem de Fletcher, Sam Jordan, é um homem transgênero que navega em um mundo sem homens cisgêneros.

## Filmografia

### Televisão
| Ano       | Título                            | Personagem  | Notas                             |
| --------- | --------------------------------- | ----------- | --------------------------------- |
| 2016      | Faking It                         | Noah        | Papel recorrente (temporada 3)    |
| 2016–2018 | The Fosters                       | Aaron       | Papel recorrente (temporadas 4–5) |
| 2016–2018 | Shameless                         | Trevor      | Papel recorrente (temporadas 7–8) |
| 2019      | Adam Ruins Everything             | Jack        | 1 episódio                        |
| 2019      | Runaways                          | Max         | 1 episódio                        |
| 2020      | Disclosure: Trans Lives on Screen | Ele mesmo   | Documentário                      |
| 2021      | Tell Me Your Secrets              | Jake Barlow |                                   |
| 2021      | Y: The Last Man                   | Sam Jordan  | Elenco principal                  |
| 2022      | The Sex Lives of College Girls    | Repórter    | 1 episódio                        |

### Dublagem
| Ano  | Título                         | Personagem    | Notas                             |
| ---- | ------------------------------ | ------------- | --------------------------------- |
| 2006 | Tekkonkinkreet                 | Shiro (voz)   | Dublagem em inglês                |
| 2020 | World of Warcraft: Shadowlands | Pelagos (voz) | Kyrian/Bastion Campaign Companion |
| 2022 | Drifting Home                  | Noppo (voz)   | Dublagem em inglês                |